# Resmiye Çakmak
Resmiye Çakmak (Afyonkarahisar, 6 de juny de 1994) és una jugadora de voleibol i volei de platja turca. Juga voleibol pel equip Nilüfer Belediyespor de Bursa des del 2018. Abans va jugar pel Gençlerbirliği i Gümüşhanespor. Fins al 2018 va ser 40 vegades escollida per representar a Turquia en la selecció nacional de voleibol platja.